# Caritas (hulporganisatie)
Caritas is een rooms-katholieke internationale hulporganisatie die vertegenwoordigd is in 165 landen. Deze landelijke organisaties vormen samen Caritas Internationalis met hoofdzetel in Vaticaanstad.
De organisatie richt zich op het lenigen van armoede en bestrijden van sociale onrechtvaardigheid. Ze is bekend vanwege haar programma’s voor het geven van noodhulp, het ondersteunen van projecten van hulporganisaties en het beheren van instellingen en voorzieningen in de gezondheids- of welzijnszorg. 
Internationaal voorzitter was tot 22 november 2022 kardinaal Luis Antonio Tagle.

## Historiek
In 1897 richtte de Duitse priester Lorenz Werthmann in Keulen het eerste Caritasverbond op. Later volgden ook Caritas-organisaties in andere landen, zoals de Zwitserse Caritas in 1901 en de Oostenrijkse in 1903. Vaak ontstonden deze organisaties in de diocesen waarna ze landelijk werden overkoepeld onder de verantwoordelijkheid van het plaatselijk episcopaat.
Giovanni Battista Montini, de latere paus Paulus VI, legde de basis voor hun internationale samenwerking, wat in 1954 uitmondde in de oprichting van Caritas Internationalis.  Zij is onderverdeeld in zeven regio’s : Afrika, Azië, Europa, Zuid-Amerika, Midden-Oosten en Noord-Afrika, Noord-Amerika en Oceanië.

### Voorzitters
- 1951-1962: Ferdinando Baldelli
- 1962-1965: Raúl Silva Henríquez
- 1965-1971: Jean Rodhain
- 1971-1974: Carl Vath
- 1974-1975: Aloísio Lorscheider
- 1975-1983: Georg Hüssler
- 1983-1991: Alexandre do Nascimento
- 1991-1999: Affonso Felippe Gregory
- 2005-2007: Denis Viénot
- 2007-2015: Óscar Andrés Rodríguez Maradiaga
- 2015-2022: Luis Antonio Tagle
- 2022-heden: Pier Francesco Pinelli (wnd.)

## België
Caritas Catholica Belgica (nu Caritas in Belgium) is een katholieke hulporganisatie die opgericht werd in 1932 op initiatief van de Belgische bisschoppen. De eerste voorzitter werd Monseigneur Eugène Van Rechem. Precies 50 jaar later, in 1982, werden de meeste bevoegdheden, in navolging van de Belgische staatshervormingen, overgedragen aan een Nederlandstalige en een Franstalige vleugel, respectievelijk Caritas Vlaanderen en Caritas en Belgique Francophone-Deutschsprachiges Belgien (CCF). Daarnaast maakt ook Caritas International deel uit van Caritas in Belgium.
Vanuit Caritas Catholica Belgica ontstonden onder meer Zorgnet-Icuro, toen VVI (1938), Caritas International.be, toen Caritas Internationaal Hulpbetoon (1948), Broederlijk Delen (1961), Welzijnszorg (1969) en het Vlaams Welzijnsverbond, toen Konfederatie van Instellingen voor Sociale Dienstverlening (1970).
Caritas in Belgium richt zich vandaag in haar werking op de meest kwetsbaren, zoals zieken, armen, vluchtelingen, ouderen,...
- Huidig voorzitter van Caritas in Belgium: Admiraal Michel Verhulst, voormalig divisie-admiraal en stafchef van de Belgische Marine.
- Huidig voorzitter van Caritas Vlaanderen: E.H. Bruno Aerts
- Huidig directeur van Caritas Vlaanderen: Diaken Dominic Verhoeven

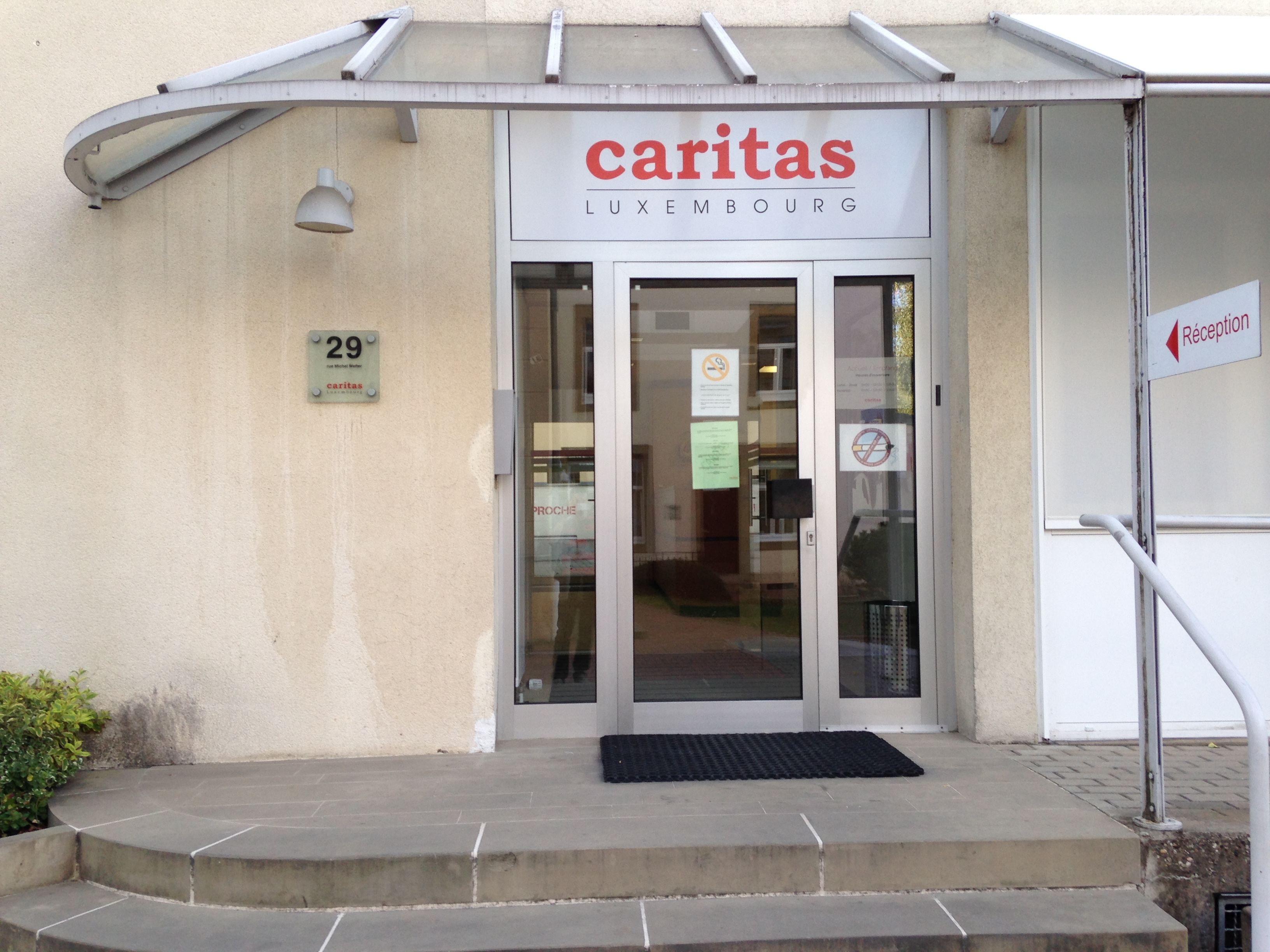
Caritas Luxembourg

- Huidig voorzitter van Caritas Internationaal België: Dhr. Bernard Woronoff
- Huidig directeur van Caritas Internationaal België: Dhr. Luc Van Haute

## Luxemburg
In 1897 werd de door mgr. Bernard Haal opgerichte Gesellenverein als eerste Luxemburgse organisatie lid van het Deutscher Caritasverband. In de jaren daarna sloten zich meerdere Luxemburgse organisaties aan, waarvan de meeste een kerkelijke achtergrond hadden. In 1932 kreeg het groothertogdom een zelfstandige tak en werd Caritas Luxembourg opgericht, als een federatie van katholieke liefdadidgheidswerken in Luxemburg (Fédération luxembourgeoise des œuvre Catholiques de charité / Luxemburger Katholischer Caritasverband). Volgens de statuten ging Caritas Luxembourg zich bezighouden met drie aspecten: het initiëren, organiseren en uitvoeren van liefdadigheidsactiviteiten en het inzamelen van fondsen voor dit doel; de federatie en het beheer van bestaande liefdadigheidsinstellingen in Luxemburg en de ondersteuning van deze instellingen, evenals de oprichting van nieuwe structuren; naamsbekendheid door de publicatie en verkoop van brochures en kranten en de organisatie van conferenties en andere evenementen.
Caritas Luxembourg bestaat uit de volgende organisaties:
- Fondation Caritas Luxembourg, voor internationale samenwerking en humanitaire hulp en hulp aan vluchtelingen in Luxemburg.
- Caritas Accueil et Solidarité a.s.b.l., biedt hulp voor mensen op straat.
- Caritas Jeunes et Familles a.s.b.l.
- Caritas Enfants et Familles a.s.b.l.

Oud-minister Marie-Josée Jacobs was van 2013 tot 2024 voorzitter van Caritas Luxembourg.